# Монастир Санаїн
Монастир Санаїн вірм. Սանահին — середньовічний монастир, один з головних середньовічних культурних центрів Північної Вірменії. При Санаїні були скрипторій, де переписувались книги, бібліотека і академія (чемаран). Знаходиться у с. Санаїн — нині м. Алаверді (марз Лорі, Вірменія). Монастир Санаїн разом із монастирем Ахпат внесено до списку об'єктів Всесвітньої культурної спадщини ЮНЕСКО.
Монастир розташований в однойменному селі, на невеликому гірському плато, у каньйону річки Дебед, на висоті 1000 м над рівнем моря всього за декілька кілометрів на захід від Ахпату. По інший бік річки знаходиться місто Алаверді, шлях від якого до монастиря починається біля давнього Санаїнського мосту.

## Історія і опис монастиря
Точна дата заснування монастиря не встановлена. Його виникнення, згідно з легендами, сягає IV ст. Однак найдавніша споруда, що збереглася до наших днів — церква Аствацацин (церква Богоматері) — була побудована у 951 році. Решта монастирських будівель датуються X—XIII ст. У другій половині X ст. поруч з церквою Аствацацин була зведена її збільшена копія — храм Аменапркіч (храм Всеспасителя). Будинки з'єднали перекриттям, і утворилася галерея, якій дали ім’я відомого вченого Григорія Магістроса, який викладав у Санаїні філософію, риторику і математику.
Санаїн володів великими земельними угіддями, чисельність братії в X—XIII ст. доходила до 300—500 чоловік, серед яких були вчені, діячі культури. Припускають, що це були вірменські священнослужителі, яких було вигнано із Візантії імператором Романом I Лакапіном. У цей період Санаїн набув значення просвітницького центру Вірменії, школа при монастирі була перетворена в Академію, відому в історії Вірменії як Академія Григора Магістроса Пахлавуні. Велика увага в ній приділялася вивченню гуманітарних наук, тут викладали видатні вчені і просвітителі Середньовіччя — Теодорос, Вардан, Ананія та інші, прозвані Санаїнськими.
Монастир займає невелику, близько 2 га, територію, в центральній частині якої, навколо головного храму Санаїна — Сурб Аствацацин (бл. 934 р.) — побудовані церква Аменапркіч (957—962 рр.) і каплиця Сурб Григор (1061 р.), будинок академії (XI ст.), книгосховище (1063), будівля галереї (кінець X ст.), притвор (1181) та дзвіниця (XIII ст.).
Церква Сурб Аствацацин — найдавніша із збережених споруд монастиря. Будівля, складена із напівтесаного базальту, являє собою хрестово-купольний храм з чотирма прибудовами зі всіх сторін. Уцілілі фрагменти штукатурки зі слідами розпису дозволяють припустити, що інтер'єр церкви був прикрашений стінописом. З плином століть церква неодноразово ремонтувалася і частково перебудовувалася. Так, у 1652 р. був надбудований купол.
Церква Аменапркіч — найбільший з усіх пам’ятників Санаіна. У X ст. вона служила кафедральним собором Лорійського царства. Ця споруда належить до того ж хресто-купольного типу, що й Сурб Аствацацин, від якої її відрізняє лише кладка, виконана з чисто тесанних квадрів базальту, та деталі, обумовлені великими розмірами церкви. Пам’ятка цієї церкви — вміщена у верхній частині східного фасаду скульптурна група — царі Кюріке і Смбат, що тримають в руках модель храму.
Між церквами Сурб Аствацацин і Аменапркіч будівельниками X ст. був залишений вузький прохід. Однак зодчі незабаром переконалися в тому, що часті землетруси в цих місцях можуть зруйнувати церкви. Ними було прийнято дотепне і надзвичайно правильне з інженерної точки зору рішення — заповнити простір між церквами ще однієї спорудою, яка створить єдину об'ємно-просторову композицію, що значно підвищить сейсмічну стійкість групи. Такою спорудою стала школа Академії (кін. X-поч. XI ст.), композиція якої представляє каркасну конструкцію однонефної галереї з потужними арками і підвалинами, перекриту кам’яними плитами.

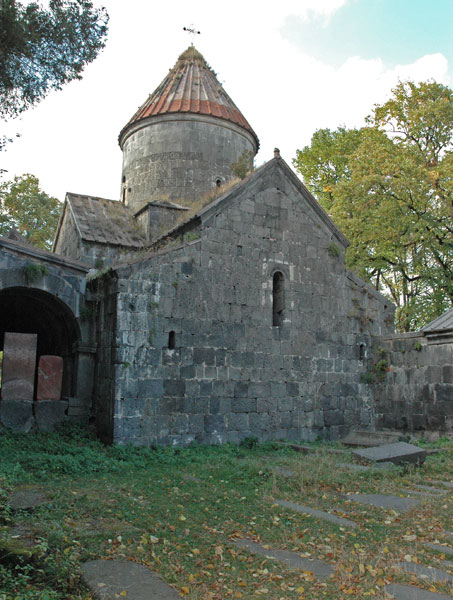
Церква Сурб Аставацацин

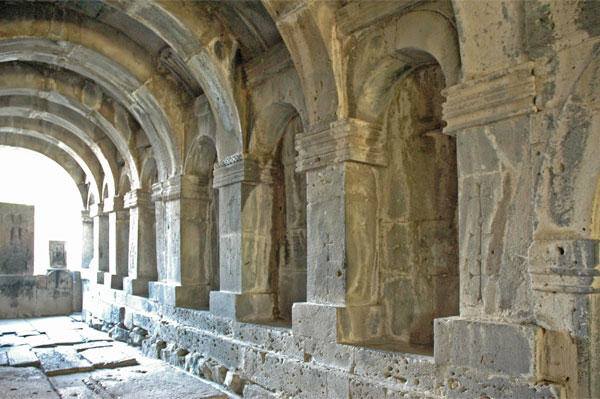
Галерея Академії

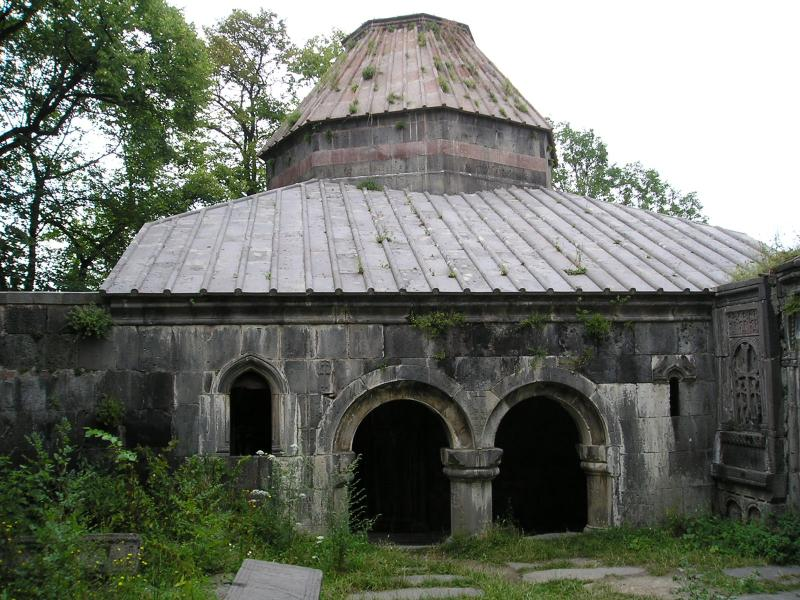
Бібліотека монастиря

Із заходу до галереї примикають аркові ґавіти (чотиристовпний 1185 р. та 1211 р.); триярусна баштоподібна дзвіниця (сер. XIII ст.), що підноситься над усіма іншими будівлями, найбільше в середньовічній Вірменії книгосховище (1063 р.) з 8-гранним шатром, каплиця Сурб Григор (Св. Григорія Просвітителя; до 1061). Всі ці споруди згруповані навколо найстарішої церкви. Єдність і компактність комплексу досягнуті завдяки майстерності зодчих, які протягом трьох століть ретельно переймали знання та досвід своїх попередників і які будували свої витвори з урахуванням побудованих раніше. Фасади більшості будівель гладкі, монолітні. Зсередини всі споруди прикрашені різьбленням по каменю, барельєфами, іншими декоративними елементами, в тому числі привнесеними зі світської архітектури.
Книгосховище Санаїна — найбільше середньовічне книгосховище Вірменії. Зведено воно було на кошти та за наказом царівни Грануш. У ньому зберігалися не тільки манускрипти, але і всіляке цінне начиння монастиря. Квадратне в плані приміщення книгосховища увінчане восьмигранним шатром. Основне світло протягом дня проникає в приміщення через круглий отвір в його вершині, він же служить і для вентиляції. Роль шаф тут грали десять ніш — різноманітні за величиною, формою і висотою. Для захисту приміщення книгосховища від сонця, вітру, дощу і снігу, створення перед ним своєрідного кліматичного «шлюзу» — вздовж його південної стіни була зведена галерея, яка використовувалася не тільки як місце для бесід, але і як усипальниця знатних осіб. У ній до сьогодні зберігся надгробок княгині Нарджіс, сестри Закаре і Іване Захарідів.
Притвор монастиря в Санаїні зведений на місці більш раннього, зруйнованого іноземцями і землетрусом. Нове приміщення являє собою квадратний в плані зал, прикрашений чотирма центральними колонами. Шатер притвору витягнутий за висотою, це враження посилюється його восьмигранною формою зі світловим отвором, який зосереджує погляд глядача на блакитному небі, що видніється у височині. На відміну від більшості притворів, двері тут влаштовані в північній стіні. Це зробило зручнішим його зв’язок з іншими службами монастиря. Лаконічні зовнішні форми притвору дійшли до нас без істотних змін. Останньою монументальною спорудою монастиря була дзвіниця — квадратна в плані триповерхова вежа, увінчана шестиколонною ротондою, в якій висіли дзвони. Три її різних за призначенням поверхи використовувалися так: перший, на сьогодні ґрунтовно перебудований, служив монастирським складом; другий, що складається з трьох невеликих прибудов, використовувався як храм при чернечих чатуваннях: в просторому і світлому приміщенні третього поверху, ймовірно, працювали переписувачі рукописів.
На території монастиря, поблизу основної групи будівель є ряд інших споруд — усипальниця князів Захарідів і Аргутинських-Долгоруких, 1189 р.; каплиця Сурб-Саркіс, церква Сурб-Карапет та ін. В ущелині р. Дебед поблизу монастиря Санаїн — однопрогоновий арковий міст (1192), прикрашений фігурами диких кішок і присвятними написами однієї з княгинь з роду Захарідів.
В усипальниці родини Захарідів зокрема, похований Іване Закарян. Його не менш відомий брат, Закаре, як віровідступник (він прийняв православ'я) позбувся права бути похованим у сімейній усипальниці.
За межами монастиря збереглася церква Сурб Арутюн XIII ст. Це мініатюрна, квадратна в плані будівля зі склепінчастою залою і двосхилим дахом. Від усіх інших її відрізняє наявність двох вівтарних апсид, що робить її найімовірніше поминальної каплицею. Правий вівтар її був присвячений Воскресінню, лівий — Св. Григору, в пам’ять, ймовірно, Григора Тутеворді, чий надгробний хачкар знаходиться на території монастиря.
На схід від Санаїна на вершині лісистого пагорба стоїть церква Сурб Карапет. Це невелика однонефна базиліка зі склепінчастим перекриттям, з північного боку до неї примикають два мініатюрних бокових вівтаря. Побудована церква на початку XI ст. і цікава тим, що її нижні частини складені з грубо околотого темно-зеленого кварциту кладкою «риб’яча кістка». Обрамлення ж прорізів і верхньої частини церкви складені з чистотесаних блоків базальту.
У Санаїні, як і в Ахпаті, вивчали гуманітарні науки, богослов'я, займалися живописом, мініатюрами і каліграфією. Цією обставиною значною мірою пояснюється композиційна подібність двох монастирів. Архітектурні деталі і декор споруд мають настільки багато спільного, що це дозволяє зробити припущення про приналежність їх майстрів до однієї школи. Безсумнівно, що обидва монастирських комплекси являють собою кращі зразки епохи розквіту вірменської релігійної архітектури, унікальний стиль якої сформувався при змішуванні візантійських і місцевих кавказьких традицій.
Турки-сельджуки в 1064 р., а потім і перси в 1104 р. розграбували собор разом з іншими храмами Санаїна. Справу довершив землетрус 1139 р., який значно зашкодив всьому ансамблю пам’ятників.
Вторгнення монголів у 1235 р. наводиться як причина загального занепаду чернечого життя і подальшого розпаду самого монастиря. Після цього та інших вторгнень, більша частина монастиря була зруйнована, у тому числі житлові приміщення ченців, притвор десятого століття, могила Кюрікянів.
Наступні реставрації XII-XIX ст., відновивши вигляд церков, не повернули їм, на жаль, колишньої пишноти внутрішнього оздоблення.

## Сьогодення

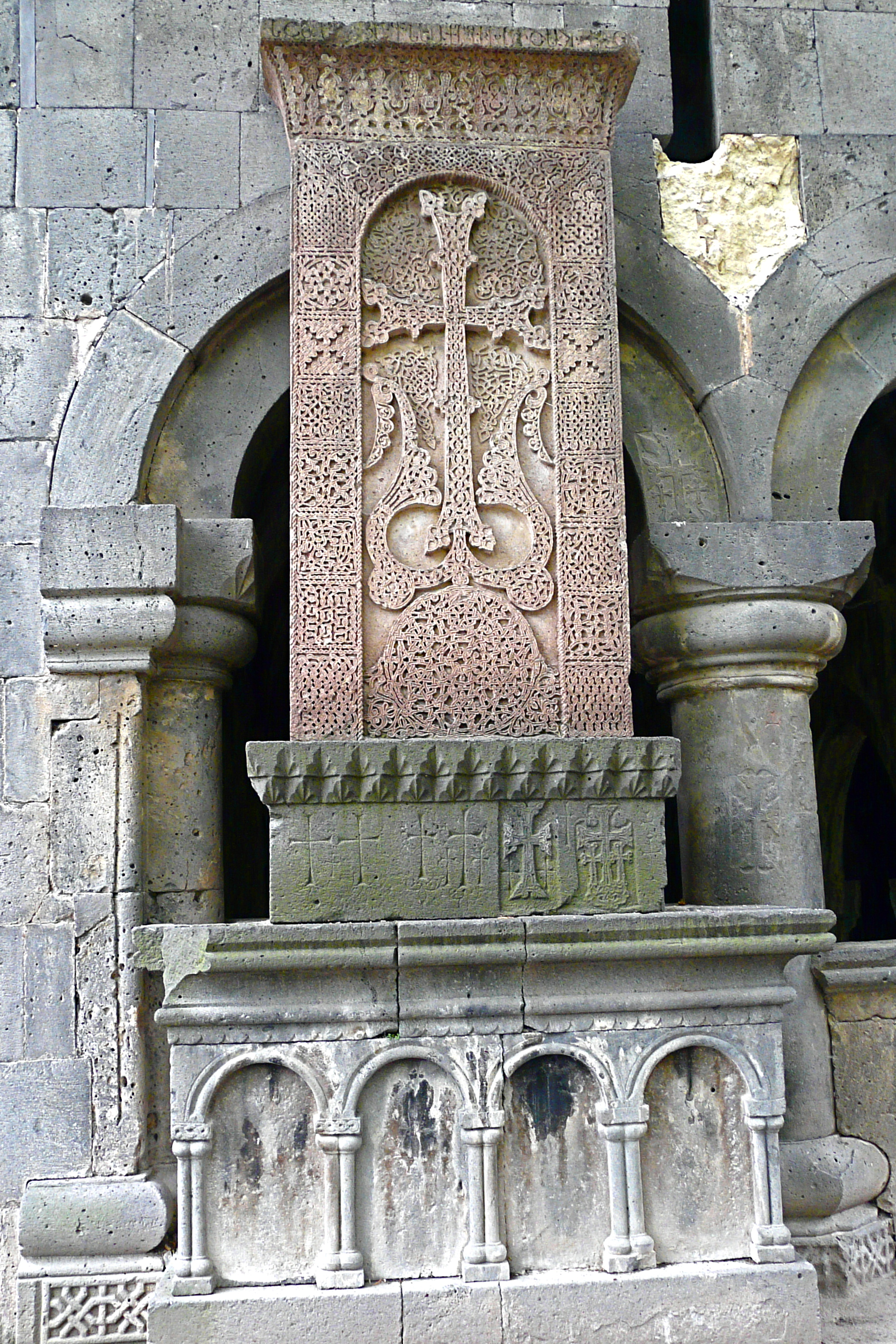
Хачкар — кам’яний різьблений хрест

У 2010 р. Санаїн відвідав прем'єр-міністр Вірменії Тигран Саркісян, який відмітив, що для відбудови монастиря потрібна комплексна програма, яка буде розроблена міжвідомчою комісією на чолі з міністром культури Вірменії Асмік Погосян. При цьому Саркісян відзначив, що також не вирішено питання правового статусу Санаїна — попри те, що уряд вже ухвалив рішення передати Санаїн першопрестольному святому Ечміадзіну, проте необхідні правові процедури ще не завершені. За оцінками фахівців, на відновлювальні роботи Санаїнського комплексу необхідно 200 млн. драмів (близько 503,6 тисячі доларів США).